# Muhammad Tawfiq Sidqi
Muhammad Tawfiq Sidqi (arabisch محمد توفيق صدقي, DMG Muḥammad Taufīq Ṣidqī; 1881–1920) war ein ägyptischer islamischer Intellektueller und Arzt, der die Authentizität des Hadith und seiner Anwendung im Islam thematisierte und kritisierte.
Bekannt wurde er durch seine Aussage, „dass nichts von den Hadithen aufgezeichnet wurde, bis genug Zeit verstrichen war, um die Unterwanderung zahlreicher absurder oder korrupter Traditionen zu ermöglichen“; und „dass Gott dies zugelassen hatte, weil die Sunna Mohammeds als Ganzes immer nur für die Araber zur Zeit des Propheten bestimmt war, da nur der Koran für den Islam notwendig war;“ eine Position, die vom Koranismus vertreten wird. Sidqi widerrief seine Position, nachdem Rashid Rida sich seiner Position widersetzt hatte.

## Leben
Sidqi war ein Hafiz, der als kleiner Junge den Koran auswendig gelernt hatte und während der 1890er und frühen 1900er Jahre Artikel in ägyptischen Zeitschriften geschrieben hatte, in denen er den Islam gegen christliche missionarische Kritik verteidigte. Er war ein Mitarbeiter und Kollege des Modernisten Rashid Rida. Er besuchte die medizinische Fakultät Qasr Al-Ayni und arbeitete als Arzt in einem ägyptischen Gefängnis in Tura. Er starb 1920 an Typhus.

## Ansicht zu Hadithen
Sidqi beschrieb seine Motivation, Hadithe in Frage zu stellen, als Teil einer Ablehnung von Taqlid und der „Suche nach Authentizität“ im Islam. Ein Hadith, der insbesondere seine Ernüchterung auslöste, war der „Hadith der Fliege“, der von Muhammad al-Bukhari und anderen berühmten Hadith-Gelehrten als ṣaḥīḥ (wahr) eingestuft wurde:
- „Wenn eine Fliege in eurem Getränk landet, tunkt sie ganz nach unten, werft die Fliege dann heraus und trinkt es. Auf einem der Flügel der Fliege ist Krankheit, auf dem anderen ist ihre Heilung.“[9]

Als Arzt fand er dies im Widerspruch zur modernen Medizin und der Keimtheorie.
Kurz nach der Wende zum 20. Jahrhundert schrieb Sidqi einen Artikel mit dem Titel „al-Islām huwa l-Qurʾān waḥda-hū“ („Der Islam ist der Koran allein“), der in Rashid Ridas Zeitschrift al-Manār erschien. Dort argumentierte er, dass der Koran als Rechtleitung für den Islam ausreicht: „Was für den Menschen obligatorisch ist, geht nicht über Gottes Buch hinaus. […] Wenn etwas anderes als der Koran für die Religion notwendig gewesen wäre, […] hätte der Prophet diese Eintragung schriftlich befohlen, und Gott hätte seiner Aufbewahrung garantiert.“ Allein sein Artikel soll eine vier Jahre lang andauernde Debatte in al-Manār ausgelöst haben. Widerlegungen erschienen von den Gelehrten Ahmad Mansur al-Baz, Shaikh Taha al-Bishri und von dem indischen Gelehrten Shaikh Salih al-Yafiʿi in seiner langen Artikelserie.
Sidqi kam zu dem Schluss, dass die Sunna Mohammeds ein vorübergehendes und vorläufiges Gesetz sei, und somit keine göttliche Offenbarung, die für die ganze Menschheit bestimmt sei. Er lieferte mehrere „Beweise“, warum die Sunna nur für diejenigen bestimmt war, die zur Zeit des Propheten lebten:
- dass die Sunna nicht zur sicheren Aufbewahrung während der Zeit des Propheten niedergeschrieben wurde;
- die Gefährten Mohammeds machten keine Vorkehrungen für die Aufbewahrung der Sunna, weder in einem Buch noch in ihren Erinnerungen;
- die Sunna wurde wie der Koran nicht ins Gedächtnis eingeprägt, so dass Unterschiede zwischen den verschiedenen Übermittlern entstanden;
- wenn die Sunna für alle Menschen bestimmt gewesen wäre, wäre dies nicht geschehen und sie wäre sorgfältig aufbewahrt und so weit wie möglich verbreitet worden;
- ein Großteil der Sunna gilt offensichtlich nur für Araber zur Zeit Mohammeds und basiert auf lokalen Bräuchen und Umständen.[11]

## Bibliografie
- Daniel W. Brown: Rethinking tradition in modern Islamic thought. Cambridge University Press, 1996, ISBN 0-521-57077-8 (scribd.com [abgerufen am 10. Mai 2018]).
- Jonathan A.C. Brown: Misquoting Muhammad: The Challenge and Choices of Interpreting the Prophet's Legacy. Oneworld Publications, 2014, ISBN 978-1-78074-420-9 (archive.org [abgerufen am 4. Juni 2018]).
- Sidqi, Muhammad Tawfiq, „al-Islam huwa al-Qur'an wahdahu“, al-Manar, 9 (1906)